# Stadionul Central Rashid Aushev
Stadionul Central Rashid Aushev (în rusă Центральный стадион имени Рашида Аушева, transliterat: Țentralnnîi stadion Rașida Aușeva) este un stadion din Nazran, Ingușetia, conceput pentru meciuri de fotbal și evenimente publice. Poartă numele unui fost ministru adjunct al Afacerilor Interne al Ingușetiei. S-a deschis în 1996 și are o capacitate de până la 3.500 de locuri. Acesta este casa echipei FC Angusht Nazran (în limba rusă: «Ангушт» Назрань). În 2016, stadionul Rashid Aushev a fost reconstruit.

## Stadion
Stadionul este situat în Nazran pe strada Fabricenaia nr. 3. Are o capacitate până la 3.500 de persoane și este proiectat pentru meciuri de fotbal și evenimente publice.

## Istorie
Stadionul Central din Nazran a fost deschis în 1996. După uciderea, la vârsta de 30 de ani, a ministrului adjunct al Afacerilor Interne al Ingușetiei, Rashid Aushev, la 22 aprilie 1997, s-a decis să se numească stadionul după el.
În sezoanele 2006 și 2013/2014, echipa FC Angusht Nazran a jucat pe teren propriu pe stadionul Rashid Aushev, ca parte a Primei Ligi de fotbal a Rusiei.
În vara anului 2016, stadionul a fost închis pentru renovare, ca parte a unui amplu proiect de pregătire pentru Jocurile din Caucaz. Ca parte a acestui proiect, multe clădiri din Nazran au fost reconstruite. Până în toamnă, lucrările de reconstrucție erau aproape finalizate.
În 2019, pe fondul dificultăților financiare ale clubului, stadionul nu a putut obține licență pentru a găzdui meciuri, motiv pentru care Angusht a jucat meciurile de acasă în deplasare.